# Chiesa evangelica tedesca in Boemia, Moravia e Slesia

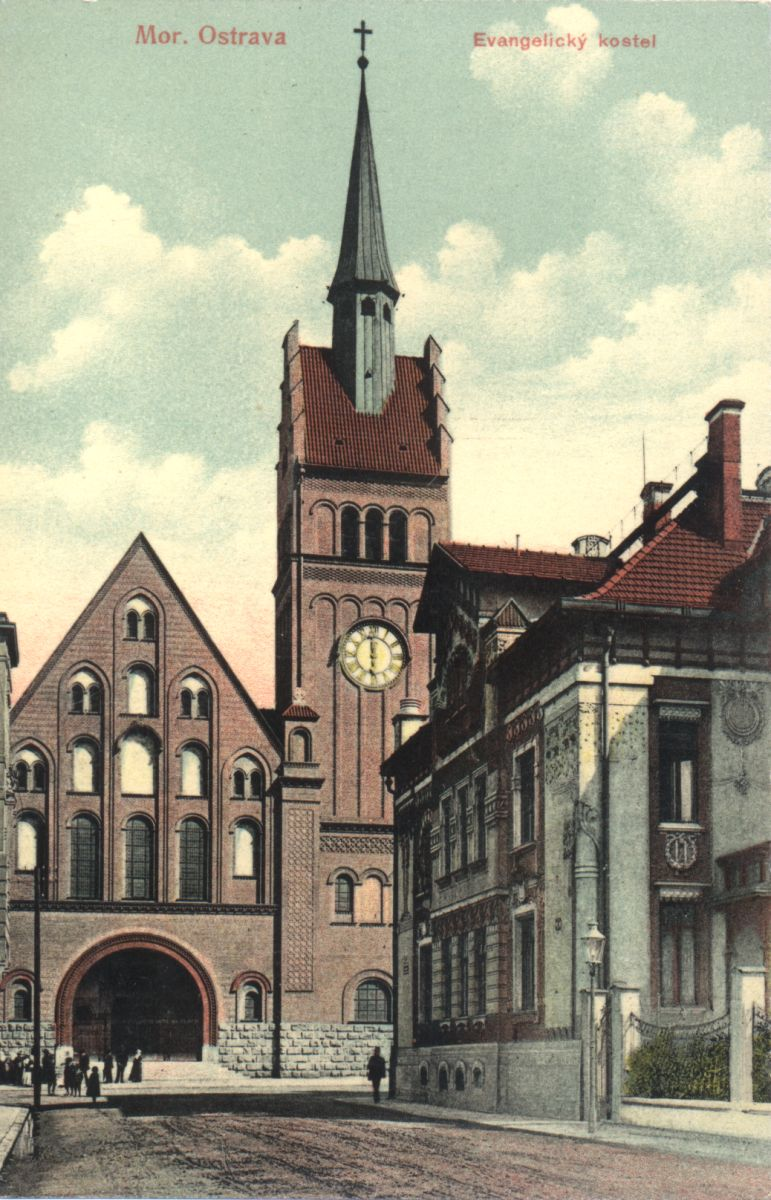

La Chiesa evangelica tedesca in Boemia, Moravia e Slesia (in tedesco: Deutsche Evangelische Kirche in Böhmen, Mähren und Schlesien, abbrev. DEK; in ceco: Německá evangelická církev v Čechách, na Moravě a ve Slezsku) era un corpo ecclesiastico indipendente che esisteva in Cecoslovacchia da 1919 fino al 1945. La Chiesa fu fondata dopo lo scioglimento dell'Austria-Ungheria come uno dei successori delle Chiese evangeliche di Augusta e delle Confessioni elvetiche nell'impero austriaco, mantenendo chiese protestanti di lingua tedesca nelle terre ceche. I protestanti di lingua ceca hanno creato una chiesa evangelica indipendente dei fratelli cechi.
Nel 1930 la chiesa contava più di 130.000 membri. La Chiesa era principalmente luterana. Ha cessato di esistere a causa dell'espulsione dei tedeschi dalla Cecoslovacchia dopo la seconda guerra mondiale. In seguito, la maggior parte dei suoi edifici ecclesiastici è stata donata alla Chiesa Cecoslovacca e alla Chiesa Evangelica dei Fratelli Cechi.
| Controllo di autorità | VIAF (EN) 238413587 · LCCN (EN) no2013072552 |